# Ardenis
Ardenis là một đô thị thuộc tỉnh Shirak, Armenia. Dân số ước tính năm 2011 là 186 người.